# Protosquillidae
Protosquillidae is een familie van kreeftachtigen uit de klasse van de Malacostraca (Hogere kreeftachtigen).

## Geslachten
- Chorisquilla Manning, 1969
- Echinosquilla Manning, 1969
- Haptosquilla Manning, 1969
- Protosquilla Brooks, 1886
- Rayellus Ahyong, 2010
- Siamosquilla Naiyanetr, 1989